# Pytałowo
Pytałowo (ros. Пыталово, od 1925 do 1938 łot. Jauntagale, od 1938 do 1945 łot. Abrene) – miasto w obwodzie pskowskim Federacji Rosyjskiej, stolica rejonu pytałowskiego. Liczy 5348 mieszkańców (2018).
Znajduje się tu stacja kolejowa Pytałowo, położona na linii dawnej Kolei Warszawsko-Petersburskiej.

## Historia

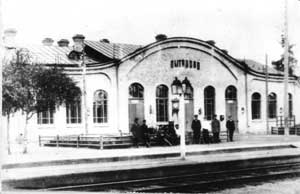
Dworzec kolejowy na początku XX wieku

Pierwsza wzmianka o tej miejscowości pochodzi z 1782 roku, kiedy to zostaje wspomniana jako wieś Dubockoj (Dubieckoj) w namiestnictwie pskowskim. W późniejszych latach powstała tutaj stacja kolejowa.
W 1920 roku, mocą traktatu ryskiego, miejscowość wraz z okolicznymi terenami przypadła Łotwie. Nazwane Jaunlatgale (1925–1938), następnie Abrene (1938–1945).
W 1933 roku miejscowość uzyskała prawa miejskie.
Po zajęciu krajów bałtyckich w 1940 roku ZSRR wyłączył okręg Abrene z nowo utworzonej Łotewskiej Socjalistycznej Republiki Radzieckiej i przyłączył go bezpośrednio do Rosji radzieckiej. Po rozpadzie ZSRR w 1991 roku terytorium to było obiektem sporów pomiędzy Łotwą i Federacją Rosyjską. Dopiero w 2007 roku Rosja formalnie uznała traktatowo granice Łotwy, za cenę rezygnacji przez Rygę z tego okręgu.